# Грозна като смъртта
„Грозна като смъртта“ (на английски: Coyote Ugly) е американски романтичен трагикомичен филм от 2000 г. на режисьора Дейвид Макнали. Главните роли се изпълняват от Пайпър Перабо и Адам Гарсия.